# Полет 405 на „Ю Ес Еър“
Полет 405 на „Ю Ес Еър“ е редовен вътрешен пътнически полет от летище „Ла Гуардия“, Ню Йорк, Ню Йорк, до международното летище „Кливланд Хопкинс“, Кливланд, Охайо, САЩ, управляван от „Ю ЕС Еър“‎. На 22 март 1992 г. самолетът „Фокър F28-4000 Фелоушип“, който изпълнява полета, се разбива при лошо време във Флъшинг Бей, малко след излитане от Куинс, след като преди това не успява да набере достатъчна височина и лети само на няколко метра над земята. От 51 души на борда 27 загиват, включително капитанът и член на кабинния екипаж.
Разследването разкрива, че поради пилотска грешка, неадекватни процедури за обезледяване на летище „Ла Гуардия“ и няколко продължителни закъснения по крилата и корпуса на самолета се е натрупва голямо количество лед. Този лед нарушава въздушния поток над крилото, увеличава съпротивлението и намалява подемната сила, което пречи на самолета да се издигне от пистата. Националният съвет за безопасност на транспорта заключава, че екипажът не е наясно с количеството лед, който се натрупва, след като самолетът е забавен от натоварен наземен трафик. В доклада се посочва и че самолетът започва излитане твърде рано с по-ниска от стандартната скорост.
Установено е, че процедурите за обезледяване на летище „Ла Гуардия“ не следват стандартните процедури. Самолетът закъснява с 35 минути, а течността за обезледяване, използвана на летището (и от повечето търговски авиокомпании в САЩ), е ефективна само за 15 минути. Инцидентът довежда до редица проучвания за ефекта на леда върху самолетите и няколко препоръки за техники за превенция.